# Heterobasidion arbitrarium
Heterobasidion arbitrarium är en svampart som först beskrevs av Corner, och fick sitt nu gällande namn av T. Hatt. 2001. Heterobasidion arbitrarium ingår i släktet Heterobasidion och familjen Bondarzewiaceae.   Inga underarter finns listade i Catalogue of Life.